# Алифова, Фируза Шодмоновна
Фируза Шодмоновна Алифова -Фируза Косимова (тадж. Фирӯза Алифова; род. 7 декабря 1980, Душанбе) — таджикская певица, актриса
. Преподаватель Фортепиано Высшей категории. Отличник Культуры Республики Таджикистан
.

## Биография
Училась в Республиканской средне-специальной музыкальной школе-интернате им. Малики Собировой (Душанбе), в музыкальной школе (Гафуров). В 2000 году окончила Музыкальное училище имени Содирхона Хофиза (Худжанд) по классу фортепиано, в 2006 году — Академию искусств Худжандского государственного университета имени Б. Гафурова (класс «народное пение» народного артиста СССР Джурабека Муродова) с квалификацией «концертный исполнитель, артист народного и вокального жанра».
Работает преподователем фортепиано в Таджикской Национальной Консерватории имени Т. Сатторова.
Окончила Магистратуру Таджикской Национальной Консерватории имени Т. Сатторова  фортепианного отделения в 2025 г.

### Семья
Отец — Шодмон Алифович Алифов, скрипач, директор Чкаловской музыкальной школы, руководитель камерного оркестра Согдийской области; кавалер ордена «Шараф» 1-й степени.
Мать — Хамроджан Мамаджанова.
Муж — Касим Рахбарович Касымов; четверо детей.

## Творчество
Первое сольное выступление в качестве пианистки состоялось в 1991 году — исполняла «Маленький концерт» В. А. Моцарта с симфоническим оркестром Государственной филармонии Таджикистана под руководством Б. Меробова.
С 1994 года исполняет народные и эстрадные песни; некоторое время училась у заслуженного артиста Таджикистана Юрия Собировича Пулатова. В 1999—2001 выступала в дуэте «Лайло» (с Олимджаном Вахидовым), который признавался лучшей эстрадной группой Согдийской области (2000), «Лучшим дуэтом года» (2000, Министерств культуры Таджикистана), «лучшим дебютом года» (2000, телерадиокомпания «МИР»). В 2005—2006 годы — солистка вокально-инструментального ансамбля «Голос Согда». Выступив на 4 международном эстрадно — вокальном конкурсе Астана 2006 — стала обладательницей 2 места — «За яркое исполнение песни своей страны» и награждена Почетной грамотой Министерства Культуры Казахстана «За индивидуальный вклад в эстраду страны». Выступает на государственных мероприятиях республиканского масштаба, гастролирует в республике и за её пределами.

### Альбомы
Выпустила 8 альбомов и записала более 100 песен.
Альбомы в составе дуэта «Лайло»
- 1999 — Лайло (Лейла)
- 2000 — Мечуямат (Ищу тебя)
- 2001 — Ошики руят (Влюблен в твое лицо)

Сольные альбомы
- 2002 — Модарнома (О маме)
- 2003 — Хохам бубинам (Хочу увидеть)
- 2004 — Шабчарог (Ночной огонек)
- 2005 — Дили ман (Мое сердце)
- 2006 — Бахти сафед (Счастье)

## Награды и признание
- Дипломант Международного конкурса пианистов в честь С. Прокофьева (Душанбе, 1989)
- 2-е место на областном вокально-эстрадном конкурсе памяти Н. Бандишоевой (1995)
- Гран-при областного вокально-эстрадного конкурса памяти Н. Бандишоевой (1999)
- лауреат вокального конкурса региональных эстрадных певцов «Золотые нити» (1999)
- Гран-при областного вокального конкурса «Песня года−99» (1999) — в составе дуэта «Лайло»
- 2-е место республиканского конкурса «Арийцы, саманиды и таджики» (2001)
- «Лучший деятель искусства года» (Хунарманди Сол) Согдийской области (2002)
- лауреат государственного конкурса «Песня года−2003» (2003)
- Почётная грамота губернатора Согдийской области (2005)
- 2-е место IV международного эстрадно-вокального конкурса «Астана-2006» (2006) — за яркое исполнения песни своей страны[2]
- Почётная грамота Министерства Культуры Казахстана «За индивидуальный вклад в эстраду» (2006)
- 2-е место проекта Hello, Dublin 2009! (2009)[4]
- «Отличник культуры республики Таджикистан» от 30.06.2020 г.
- Специальный Диплом — «Лучший преподаватель» на 3-м Международном (онлайн) конкурсе фортепианного искусства «Maestoso», посвященный 150-летию С.Рахманинова г. Казань р. Татарстан Российской Федерации. Январь 2023 г.
- «Благодарность» Жюри 3-го Международного (онлайн) конкурса фортепианного искусства «Maestoso», посвященного 150-летию С.Рахманинова — за "Педагогическое мастерство, высокий проффесионализм и большой вклад в развитие искусства и культуры ". Январь 2023 г.
- «Благодарность- Преподавателю фортепиано» 7-го Международного конкурса «Cantabile» (по видеозаписям) Турция (12.01.23- 22.01.2023) www.caspiartcompetitions.com.
- «Certificat of Appresiation» by teacher from « 1- International Art Competition- World of Talents (24.12..2022- 05.01 2023)» Germany. www.caspiartcompetitions.com .
- Лауреат 1- место, в категории Фортепиано, Международного музыкального конкурса « Graziozo» (по видеозаписям) Турция 2024 год.